# Ivan Semenoff
Ivan Semenoff (París, 7 de junio de 1917 - París, 14 de junio de 1972) fue un compositor y director de orquesta francés, de ascendencia rusa. Estudió en París como discípulo de Arthur Honegger. Es conocido principalmente por sus óperas, entre ellas The bear (1958), Évangeline (1964), Don Juan ou L'amour de la géométrie (1969) y Sire Halewyn (1974). También compuso música instrumental, como el "Double Concerto" para violín piano y orquesta que fue grabado bajo su dirección en 1951, participando como solistas Christian Ferras y Pierre Barbizet. Compuso también música para ballet, representaciones dramática y conjunto de saxofones.

## Don Juan o el amor a la geometría
El texto, escrito por Max Frisch en 1953 con el título Don Juan oder Die Liebe zur Geometrie, es una comedia cuyo tema principal es la resistencia del individuo frente a un rol socialmente impuesto. En ella Don Juan se niega a ser un héroe amoroso; ama la claridad y la sobriedad de la geometría. Pero esto no varía la opinión que la sociedad tiene de él. Y él mismo fracasa en el deseo casi ingenuo de definir de forma matemáticamente irrefutable el mundo y el sentido de la vida. La ópera se estrenó en [Saint Denis]] el año 1969 con el título en francés Don Juan ou L'amour de la géométrie.